# Putinhas Aborteiras
Putinhas Aborteiras foi uma banda feminista de anarcofunk fundada em Porto Alegre, que ficou conhecida nacionalmente após o vazamento da gravação de sua apresentação no programa Radar, da TVE, em 25 de abril de 2014.

## Participação no programa Radar
De acordo com uma nota publicada em sua página no Facebook, o objetivo das Putinhas Aborteiras era participar do programa para divulgar a Marcha das Vadias, programada para acontecer no dia 28 de abril de 2014. No entanto, o teor de suas músicas causou repercussão nacional depois que funcionários da TV Educativa de Porto Alegre (TVE) publicaram a gravação do programa no YouTube.
Na ocasião de sua participação no programa, o grupo apresentou canções com letras de protesto, como Ei, Papa, levanta teu vestido/Quem sabe aí embaixo não está o Amarildo e Se o Papa fosse mulher, o aborto seria legal.

### Repercussão
Devido à grande repercussão do vídeo publicado no YouTube, que alcançou a marca de 500 mil visualizações em cerca de um mês, as integrantes do grupo sofreram com vazamento de dados pessoais e diversas ameaças anônimas pela internet e pessoalmente.De acordo com elas, já era esperado que pessoas conservadoras pudessem reagir negativamente às suas músicas, uma vez que temas como o aborto são um tabu.Também afirmaram que as pautas de suas músicas eram reivindicações amplamente conhecidas do movimento feminista e atribuíram parte das reações negativas ao preconceito contra o funk.O ocorrido, no entanto, causou traumas que levaram parte das integrantes a saírem definitivamente das redes sociais.
Em entrevista ao G1, Télia Negrão, importante referência do feminismo no Rio Grande do Sul, afirmou que apesar do choque causado em algumas pessoas, o saldo da repercussão pode ser considerado positivo na medida em que dá visibilidade a questões importantes relacionadas às mulheres, levando à reflexão sobre o direito aos seu próprios corpos e sexualidade.
Os vereadores de Porto Alegre Mônica Leal e Guilherme Villela, filiados ao Partido Progressista, requereram uma moção de repúdio à emissora por consideraram que as músicas apresentadas feriam a moral e os bons constumes. Também o jornalista Reinaldo Azevedo repudiou a atuação do grupo, fazendo duras críticas ao seu posicionamento em relação à igreja católica e chamando suas integrantes de "bobalhonas".